# تاشچیان
تاشچیان (زبان ارمنی: Թաշճյան), یکی از نام‌های خانوادگی رایج در میان ارمنیان می‌باشد.
- استپان تاشچیان
- لئونی تاشچیان
- مگردیچ تاشچیان

## منبع
- Հովակիմյան, Բախտիար (2005). Հայոց ծածկանունների բառարան (PDF). Երևան: ԵՊՀ հրատ.